# Torslunda socken
Torslunda socken på Öland ingick i Algutsrums härad, ingår sedan 1974 i Mörbylånga kommun och motsvarar från 2016 Torslunda distrikt i Kalmar län.
Socknens areal är 55,72 kvadratkilometer varav land 55,71. År 2000 fanns här 5 865 invånare. Tätorterna Färjestaden, Skogsby och Arontorp samt kyrkbyn Torslunda med sockenkyrkan Torslunda kyrka ligger i socknen. 

## Administrativ historik
Den första stenkyrkan i Torslunda socken byggdes under början av 1100-talet. I skriftliga källor omtalas socknen första gången i ett odaterat brev från omkring 1320 och ett daterat från 1346.
Medan huvuddelen av Torslunda socken hörde till Algutrums härad, räknades byn Kalkstad till Hulterstads härad fram till omkring 1720 och byn Lenstad hörde till Möckleby härad.
Vid kommunreformen 1862 övergick socknens ansvar för de kyrkliga frågorna till Torslunda församling och för de borgerliga frågorna till Torslunda landskommun. Denna senare utökades 1952 och uppgick 1974 i Mörbylånga kommun.
1 januari 2016 inrättades distriktet Torslunda, med samma omfattning som församlingen hade 1999/2000.  
Socknen har tillhört samma fögderier och domsagor som Algutsrums härad. De indelta båtsmännen tillhörde 2:a Ölands båtsmankompani.

## Geografi
Torslunda socken ligger vid västra kusten av den centrala delen av Öland. Socknen består av bördig jord på kustremsan nedanför landborgen och lövskog och alvarsmark ovan denna. Stora alvaret börjar här.

## Fornminnen och guldfynd
Sju järnåldersgravfält och stensträngar finns här, liksom en fornborg (Torsborg eller Lenstads borg) norr om Lenstad. En offerkälla, Torskällan, är känd vid kyrkan.
Socknen är mycket känd för sina många fornfynd, gravfält med mera, och har gett en hel del artefakter till museum och privatsamlingar. Ett depåfynd från vikingatiden hittades här, bestående av drygt hundra kufiska mynt samt hacksilver (kedja, smycken, spännesnål, silverlöv med mera), och väldiga mängder guldsolidusar har hittats på platsen, allra mest vid Björnhovda. De omkring fyrtio mynten har samlats in lite överallt i området vid harvning, åkerarbete, plöjning med mera, och merparten av dessa är ingående i tre depåfynd; det största med omkring trettio guldmynt, påträffat i jordbetäckningen över ett källarvalv vid flyttning av en äldre byggnad av bonden Göran Gunnarsson mellan åren 1712-1717. Ett annat depåfynd bestående av sju guldmynt hittades av en mängd personer på samma åker, och det troligaste är att mynten ingått i ett och samma fynd men plöjts i oordning, samt sju mynt i närheten av det största depåfyndet men troligen två depåfynd. Även ett mynt har hittats i ett trädgårdsland vid Färjestaden, två stycken vid skilda tillfällen i Kåtorp, en hittad i ett "stenbröttel", en annan på en åker. Likaså har två mynt hittats i Skogsby och en mycket vacker i Torsborg på en åker av en piga.      
Öland är utan tvivel den guldrika ön, och socknen har gett mycket guld. En vackert flätad fingerring hittades vid jordytan på ett stenrör, alltså en gravhög, i Torslunda bydaterbar till medeltiden. En mycket enkel guldring hittades i en hällkista från romersk järnålder, jämte ben, beslag och remändbeslag av brons, spjutspetsar, keramik med mera i Skogsby och ett depåfynd bestående av tre avklippda, tillböjda, facetterade guldtenar hittades vid plöjning i Runbäcks by. I en grav i Kåtorp hittades en fingerring av silverblandat guld och nära denna har en liten sluten fingerring hittats vid plöjning av en åker. Den välkända guldhalsringen från Färjestaden hittades här av två drängar vid grävningsarbete i en förbi ladugården ledande väg, och ett vackert hängsmycke hittades nära denna i en trädgård. En i rundel lagd guldten hittades i Eketorp, och en större dylik hittades i Björnhovda av en dräng i ett stenröse.

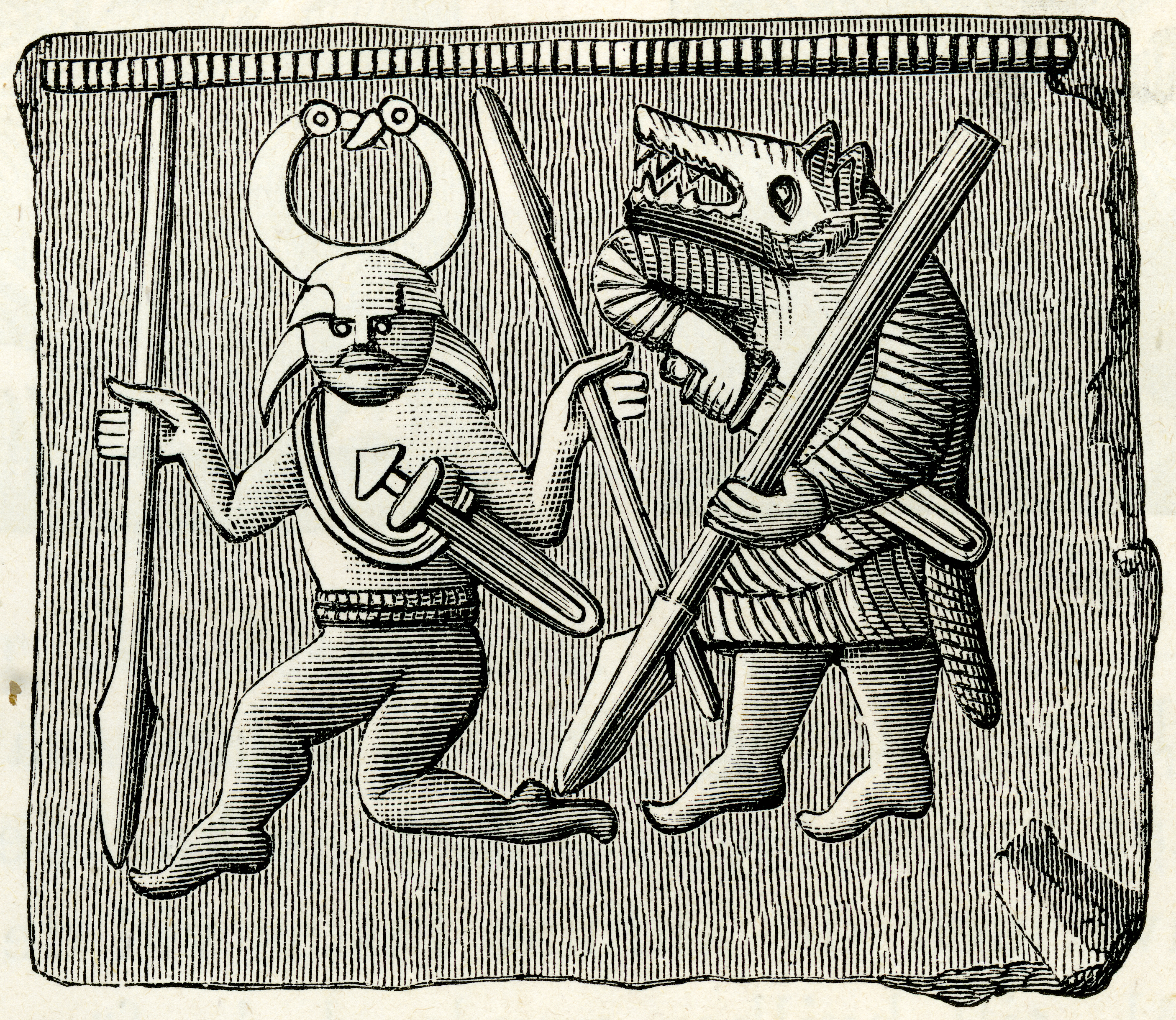
Vendeltida bronsplåt från Björnhovda i Torslunda socken. Plåten är en patris för slagning av hjälmbleck.
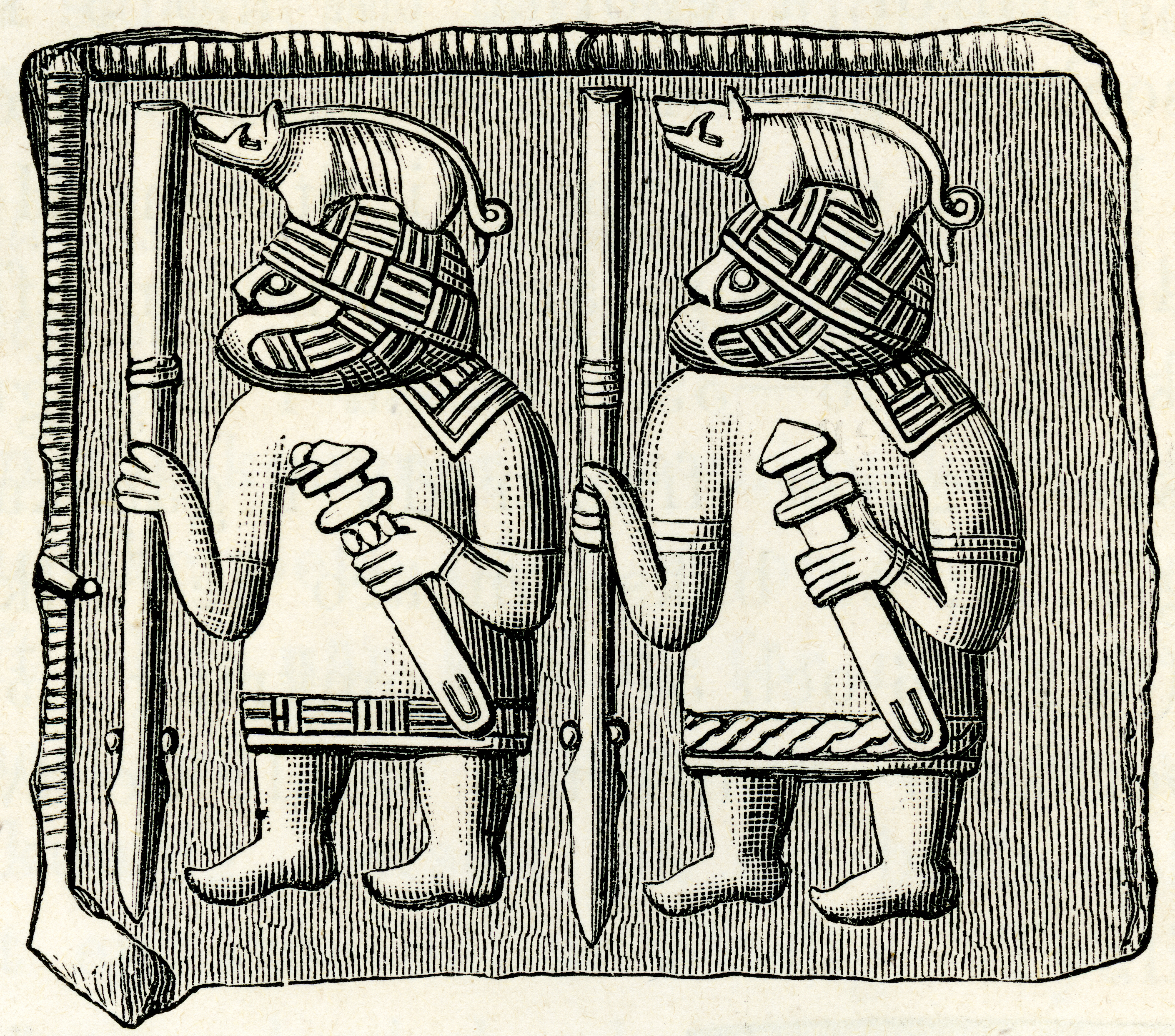
Bronsplåt från Björnhovda.
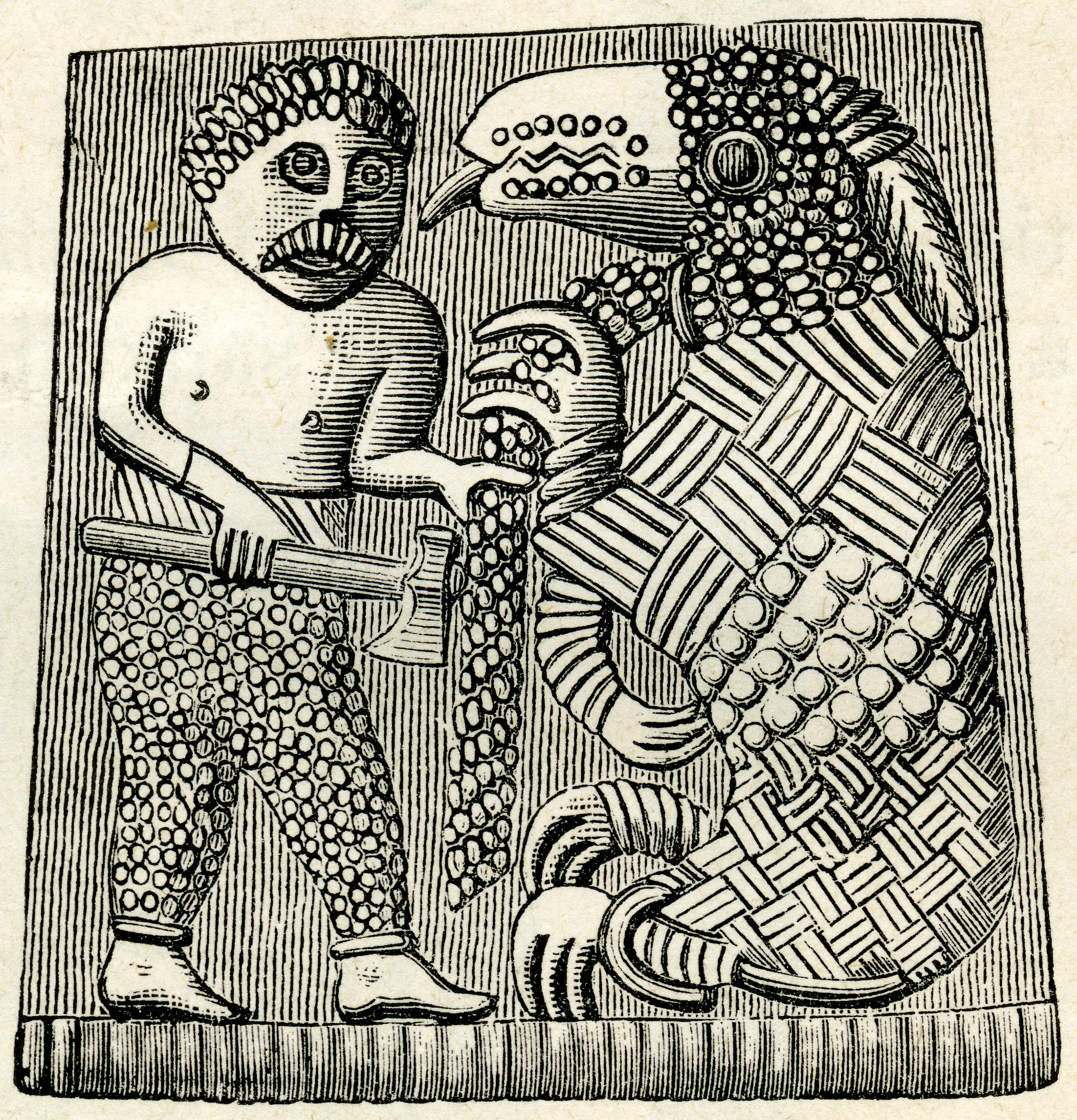
Bronsplåt från Björnhovda.
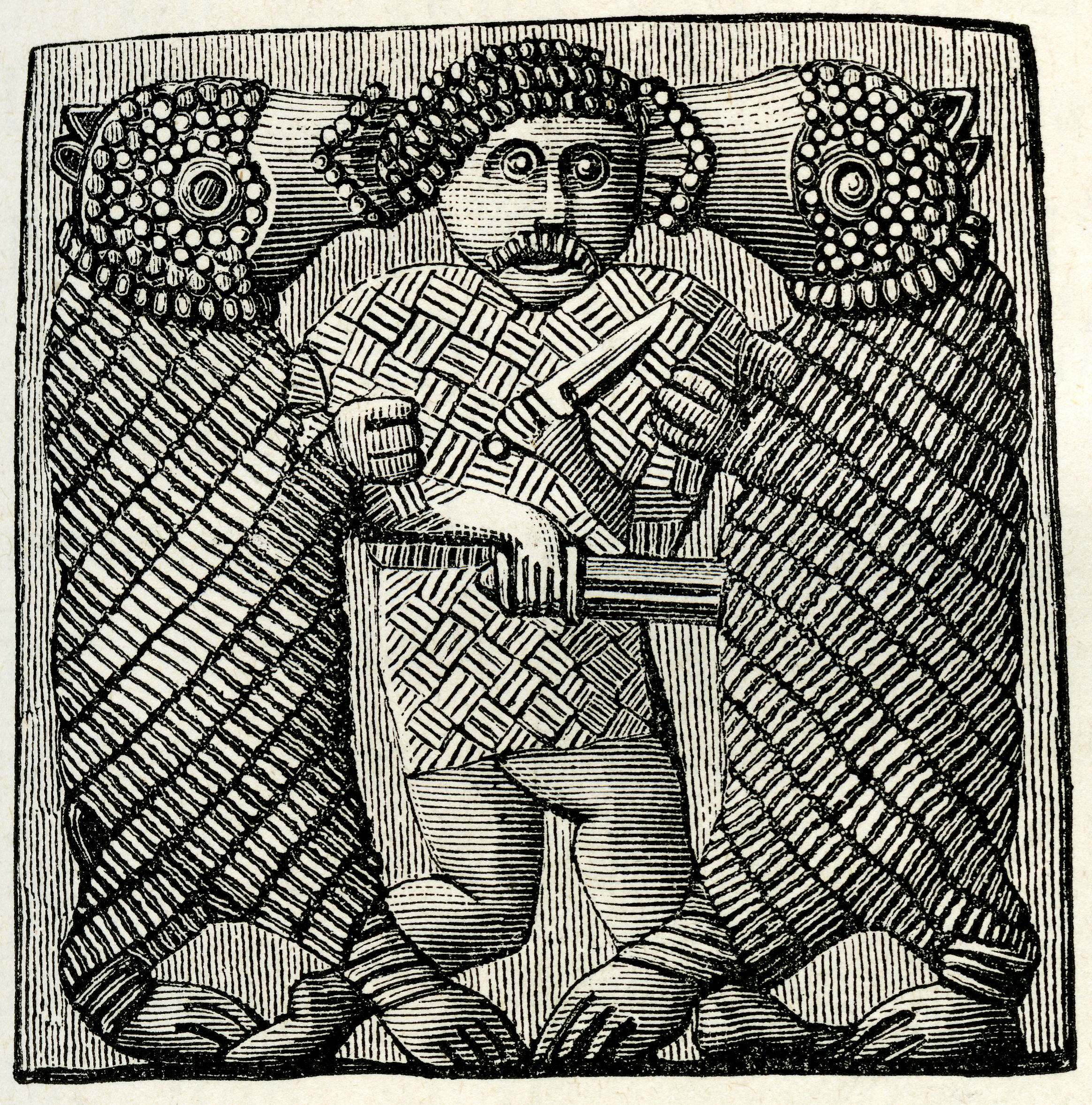
Bronsplåt från Björnhovda.
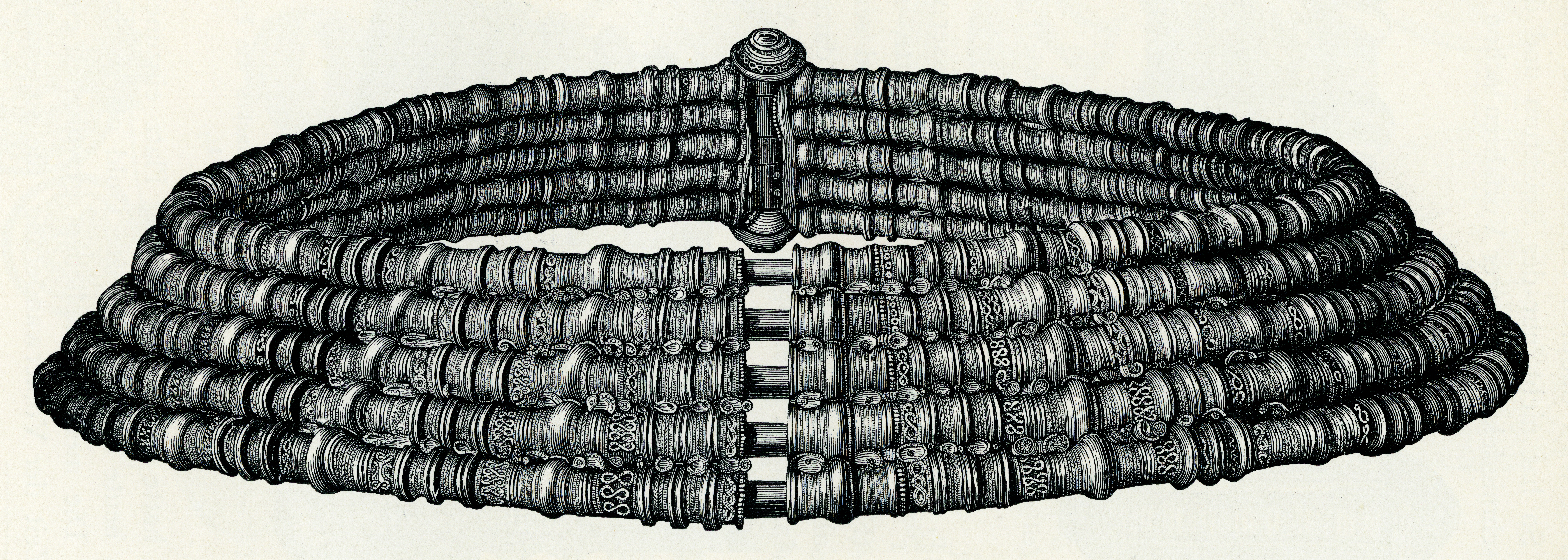
Den folkvandringstida Färjestadskragen hittades 1860 i socken.
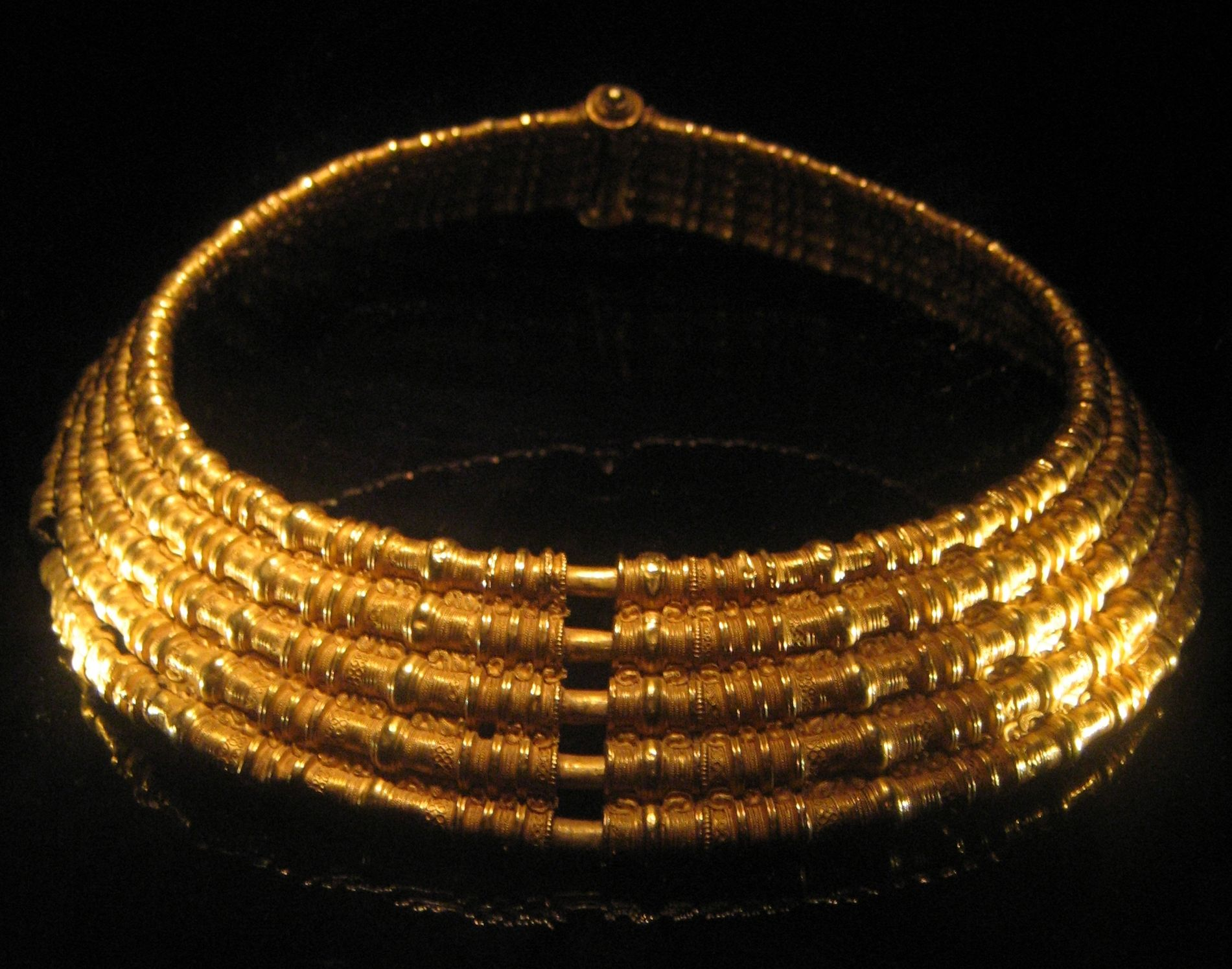
Foto av Färjestadskragen.

## Namnet
Namnet (1389 Thorslunda), taget från kyrkbyn, består av förledet Tor och efterledet lund, helig (offer)lund.

## Befolkningsutveckling
| Befolkningsutvecklingen i Torslunda socken 1750–1990                                                     | Befolkningsutvecklingen i Torslunda socken 1750–1990 | Befolkningsutvecklingen i Torslunda socken 1750–1990 | Befolkningsutvecklingen i Torslunda socken 1750–1990 | Befolkningsutvecklingen i Torslunda socken 1750–1990 |
| --- | ---------------------------------------------------- | ---------------------------------------------------- | ---------------------------------------------------- | ---------------------------------------------------- |
| |                                                      |                                                      |                                                      |                                                      |
| År |                                                      |                                                      | Folkmängd                                            |                                                      |
| 1750 | 1750                                                 |                                                      | 937                                                  |                                                      |
| 1760 | 1760                                                 |                                                      | 1 082                                                |                                                      |
| 1769 | 1769                                                 |                                                      | 1 192                                                |                                                      |
| 1780 | 1780                                                 |                                                      | 1 289                                                |                                                      |
| 1790 | 1790                                                 |                                                      | 1 261                                                |                                                      |
| 1800 | 1800                                                 |                                                      | 1 371                                                |                                                      |
| 1810 | 1810                                                 |                                                      | 1 467                                                |                                                      |
| 1820 | 1820                                                 |                                                      | 1 503                                                |                                                      |
| 1830 | 1830                                                 |                                                      | 1 618                                                |                                                      |
| 1840 | 1840                                                 |                                                      | 1 831                                                |                                                      |
| 1850 | 1850                                                 |                                                      | 1 980                                                |                                                      |
| 1860 | 1860                                                 |                                                      | 2 050                                                |                                                      |
| 1870 | 1870                                                 |                                                      | 2 044                                                |                                                      |
| 1880 | 1880                                                 |                                                      | 1 980                                                |                                                      |
| 1890 | 1890                                                 |                                                      | 1 587                                                |                                                      |
| 1900 | 1900                                                 |                                                      | 1 333                                                |                                                      |
| 1910 | 1910                                                 |                                                      | 1 330                                                |                                                      |
| 1920 | 1920                                                 |                                                      | 1 413                                                |                                                      |
| 1930 | 1930                                                 |                                                      | 1 612                                                |                                                      |
| 1940 | 1940                                                 |                                                      | 1 768                                                |                                                      |
| 1950 | 1950                                                 |                                                      | 1 920                                                |                                                      |
| 1960 | 1960                                                 |                                                      | 1 931                                                |                                                      |
| 1970 | 1970                                                 |                                                      | 2 418                                                |                                                      |
| 1980 | 1980                                                 |                                                      | 4 785                                                |                                                      |
| 1990 | 1990                                                 |                                                      | 5 483                                                |                                                      |
| Anm: Källor: Umeå universitet - Tabellverket 1749-1859, Demografiska databasen, CEDAR, Umeå universitet. |                                                      |                                                      |                                                      |                                                      |

### Fotnoter
1. 1 2 3  Svensk Uppslagsbok andra upplagan 1947–1955: Torslunda socken
2. 1 2  Harlén, Hans; Harlén Eivy (2003). Sverige från A till Ö: geografisk-historisk uppslagsbok. Stockholm: Kommentus. Libris 9337075. ISBN 91-7345-139-8
3. 1 2  Det medeltida Sverige 4:3 Öland
4. ↑  Administrativ historik för Torslunda socken (Klicka på församlingsposten). Källa: Nationella arkivdatabasen, Riksarkivet.
5. 1 2  Sjögren, Otto (1931). Sverige geografisk beskrivning del 2 Östergötlands, Jönköpings, Kronobergs, Kalmar och Gotlands län. Stockholm: Wahlström & Widstrand. Libris 9939
6. 1 2 3  Nationalencyklopedin
7. ↑  Fornlämningar, Statens historiska museum: Torslunda socken
8. ↑  Fornminnesregistret, Riksantikvarieämbetet: Torslunda socken Fornminnen i socknen erhålls på kartan genom att skriva in sockennamn (utan "socken") i "Ange geografiskt område"